# Negoslavci
Negoslavci è un comune della Croazia di 1 466 abitanti della Regione di Vukovar e della Sirmia.